# Trepcza

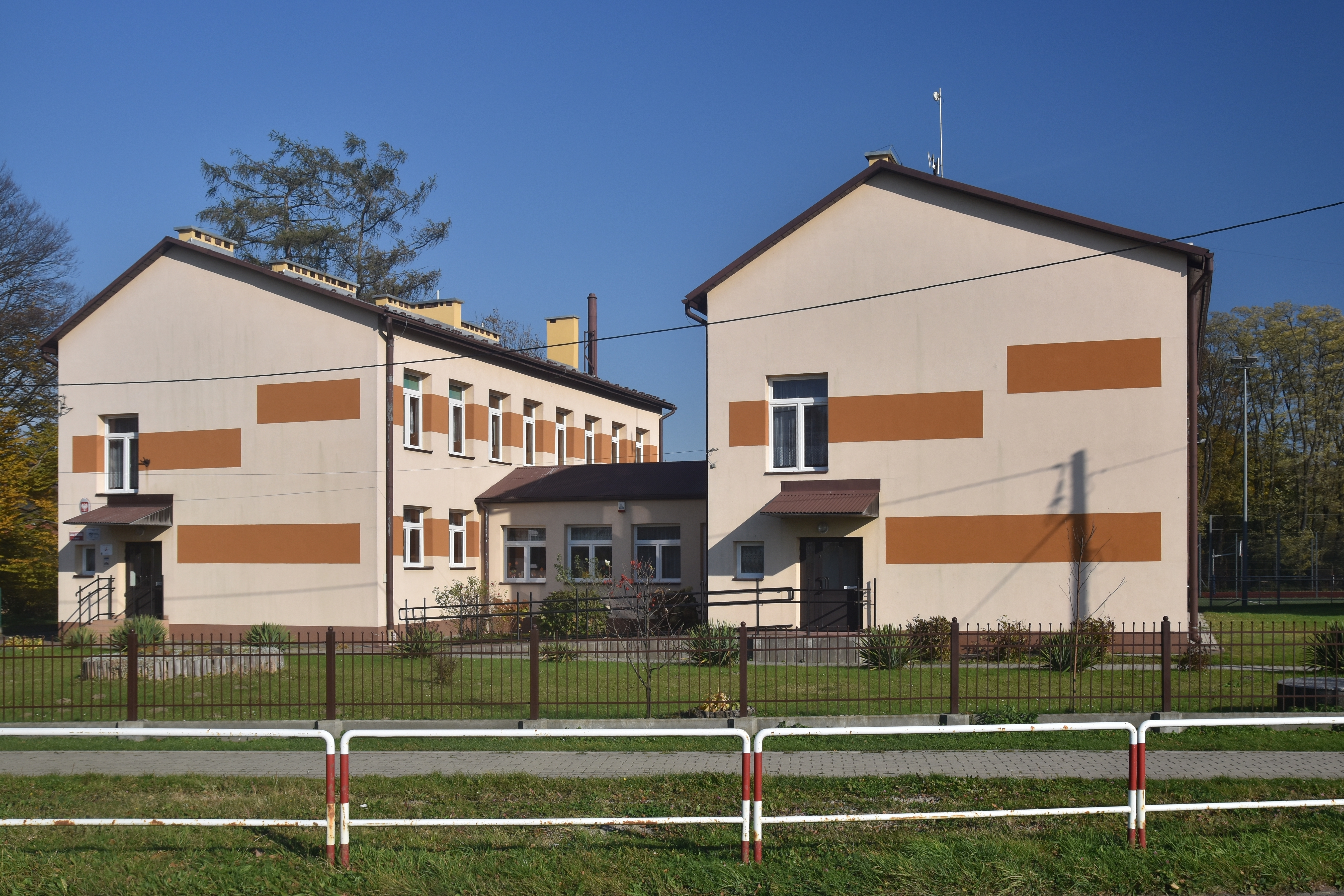
Szkoła

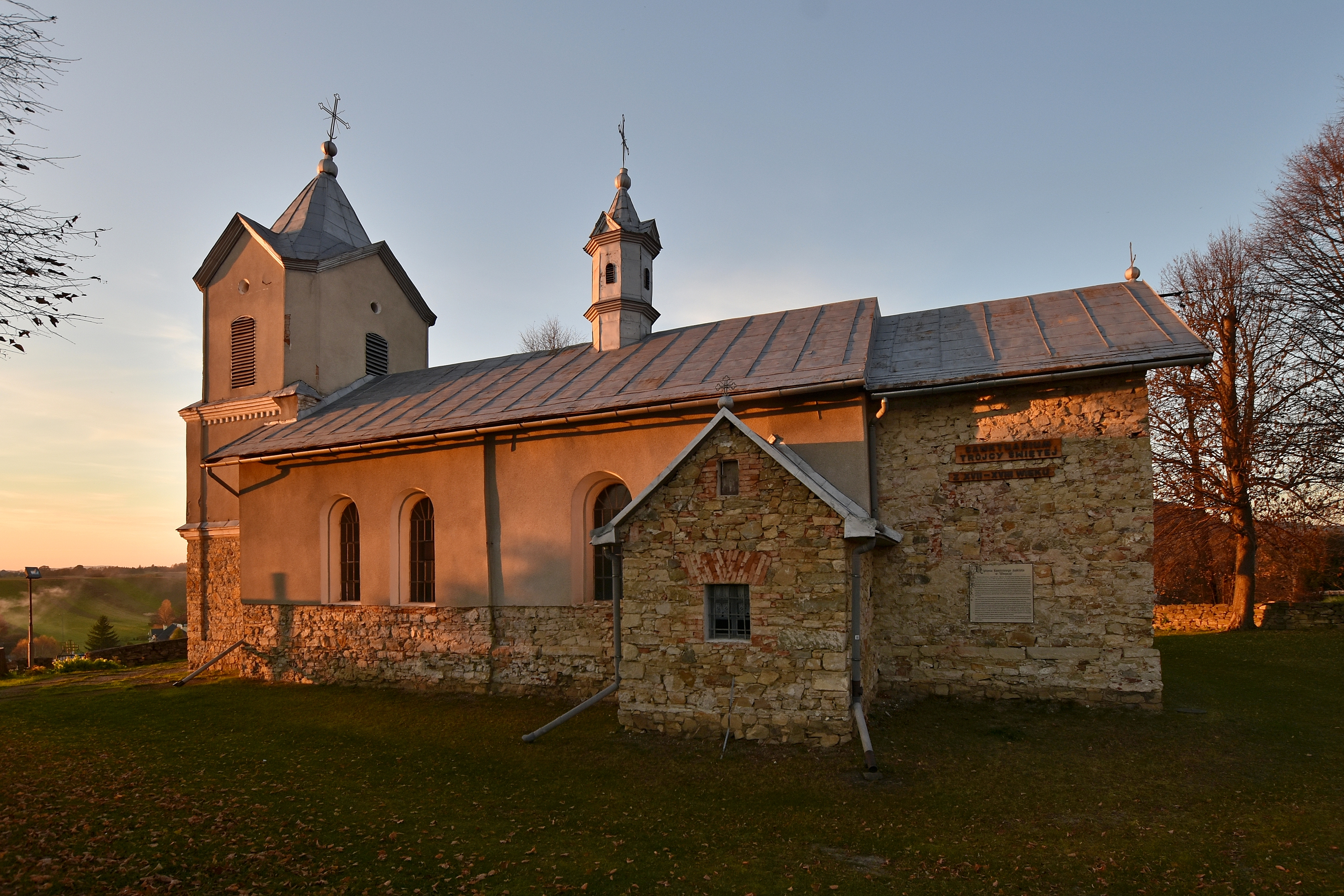
Dawna greckokatolicka cerkiew Zaśnięcia Najświętszej Maryi Panny w Trepczy

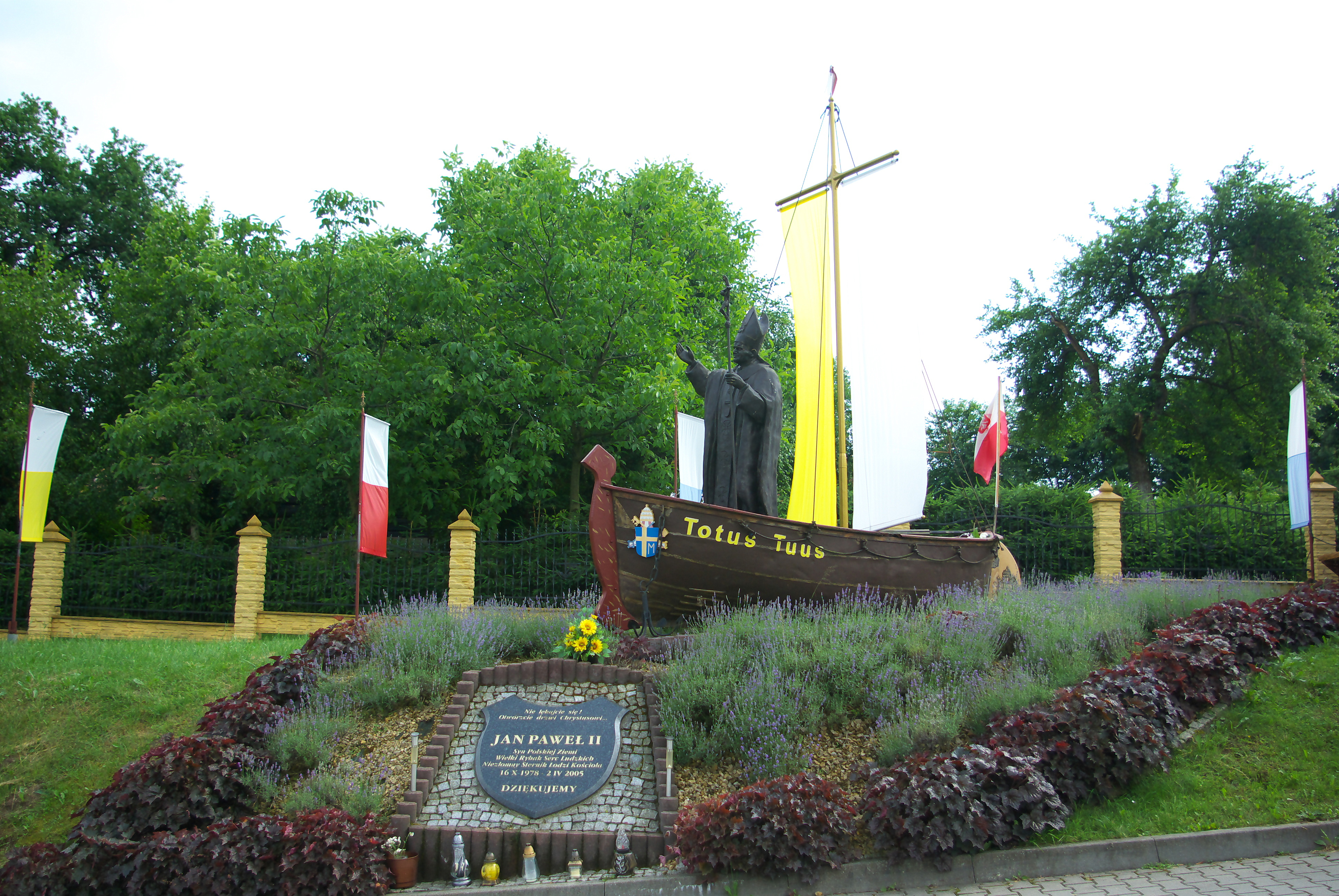
Pomnik Jana Pawła II w Trepczy

Trepcza (ukr. Терепча) – wieś w Polsce, położona w województwie podkarpackim, w powiecie sanockim, w gminie Sanok. Leży u podnóża południowego stoku masywu Kopacza w pasmie Gór Słonnych na Pogórzu Dynowskim. Przez wieś przepływa rzeka Sanoczek uchodząca z lewego brzegu do Sanu.

## Integralne części wsi
| SIMC    | Nazwa         | Rodzaj    |
| ------- | ------------- | --------- |
| 0359729 | Podglinice    | część wsi |
| 0359735 | Podlas        | część wsi |
| 0359741 | Za Kościołem  | część wsi |
| 0359758 | Za Sanoczkiem | część wsi |

## Historia
Wieś lokowana przez księcia Jerzego II, jako wieś służebna grodu sanockiego.
Wieś królewska położona na przełomie XVI i XVII wieku w ziemi sanockiej województwa ruskiego, w drugiej połowie XVII wieku należała do folwarku zasańskiego starostwa krośnieńskiego.
W połowie XIX wieku właścicielami posiadłości tabularnej w Trepcza byli Koźma i Rodzeń. Pod koniec XIX wieku właścicielem tabularnym dóbr we wsi był Bolesław Zatorski. W 1905 Juliusz Koźma posiadał we wsi obszar 325,9 ha, a w 1911 posiadał 322 ha. Do 1939 właścicielem dóbr Trepcza był Mieczysław Woliński.
W latach 1954–1959 wieś należała i była siedzibą władz gromady Trepcza, po jej zniesieniu w gromadzie Jurowce. W latach 1975–1998 miejscowość administracyjnie należała do województwa krośnieńskiego.
Z dniem 1 stycznia 2023 do obszarzu miasta Sanoka został włączony teren 102 ha z sołectwa Trepcza.

### Toponimia
- 1339 r. - Trebscz
- 1424 r. - Trzepcza
- 1435 r. - Trepcza

### Archeologia
Na terenie wsi na wzgórzu Fajka odkryto, podczas prac archeologicznych, dwa grodziska
- Horodyszcze zbudowane przez kulturę Otomani (ok. 1500 rok p.n.e.), a potem przez Celtów (do II wieku) i następnie przez lechickie plemię Lędzian (od VIII wieku)
- Horodna oraz cmentarzysko kurhanowe. Na terenie grodziska znaleziono elementy spalonej świątyni. Grodziska oraz osada datowane są na okres z przedziału od VIII do XIII wieku. Jest to jedno z czterech zachowanych wielkich grodzisk z przełomu IX/X w. w południowo-wschodnim zakątków Polski (Wietrzno-Bóbrka, Brzezowa, i Trzcinica) na których czele stał w średniowieczu velmi silen knez u Vislech[15].  Znalezione tam artefakty, oraz historia regionu pozwala określić grody jako lędziańskie, przez innych określane po prostu jako ruskie ponieważ przymiotnik ruski oznaczał wówczas przynależność polityczną, a nie etniczną.

## Religia i upamiętnienie
- Monaster św. Bazylego w Trepczy
- Parafia Wniebowzięcia Najświętszej Maryi Panny w Trepczy
- Zabytkowa, dawna greckokatolicka cerkiew Zaśnięcia Najświętszej Maryi Panny w Trepczy
- Park Kwitnąca Akacja w Trepczy
- Cmentarz w Trepczy. Znajduje się na nim m.in. grobowiec rodziny Wolińskich (pochowany np. Antoni Woliński).

## Mieszkańcy
Nazwiska mieszkańców XIX wiek: Babiak, Basnik, Bohenko, Wahanka, Wenhryn, Wołowec, Hajdak, Gładysz, Huczko, Drabik, Drozd, Zając, Kapcio, Kerman, Kociuba, Krem, Muzyk, Ozupko, Pakosz, Paciorka, Podobiński, Smoła, Słomiany, Starak, Strogi, Tandor, Fenio, Chimiak, Cap, Czufin, Szapka, Szwed, Jaroszczak.
Do roku 1939 we wsi znajdował się dwór którego właścicielem był Antoni Woliński. Po 1947 roku we wsi zamieszkał Czesław Żak.

## Pobliskie miejscowości
- Sanok 2 km
- Międzybrodzie - 4 km

## Podobne nazwy
- Trepcza; albań. Trepça, serb. Trepča – osada założona przez saskich górników w roku 1303, jako wieś Trepice[17]
- Trybsz